# Home Away from Homer
«Home Away From Homer» (рус. Дом вдали от Гомера) — 20 эпизод шестнадцатого сезона мультсериала «Симпсоны». Премьера эпизода состоялась 15 мая 2005 года.

## Сюжет
Лиза звонит на непопулярную общественную радиостанцию и выигрывает билеты на четверых на албанский фильм «Косовская осень». Гомер оставляет Мэгги с Недом Фландерсом, который соглашается бесплатно присматривать за детьми, пока остальные члены семьи смотрят фильм. Когда Мардж забирает Мэгги и поспешно предлагает заплатить, Нед признается, что ему нужны дополнительные деньги, поскольку магазин перестает приносить прибыль. Мардж предлагает ему сдать кому-нибудь одну из своих комнат. Он соглашается, уступая комнату Кате и Вики, двум студенткам местного колледжа.
Пользуясь его доверием, двое решают использовать их номер в качестве своих увлечений. Барт и Милхаус находят рекламный баннер для сайта и делятся своим открытием с Гомером (ведь он думал, что Барт пользуется ради своих "либидских удел"), который продолжает распространять новости по городу. Вскоре Мардж обнаруживает, что Гомер и Барт просматривают веб-сайт, и заставляет Гомера рассказать обо всем Неду. Нед сердито заставляет девушек уйти, но понимает, что все пришли поболеть за них. В ужасе от издевательств города и предательства Гомера Нед уезжает из города и переезжает в Хамблтон, штат Пенсильвания, где хранятся фарфоровые фигурки «Скромные фигурки», которые он собирает, а Гомер наказывает Барта как собаку. Возмущенные действиями Гомера, Мардж и Лиза говорят ему, чтобы он вел себя как можно лучше со своим новым соседом, «тренером» Клэем Робертсом, который становится циничным хулиганом по отношению к Гомеру и засоряет двор Симпсонов упавшими деревьями Неда, перерезая их кабель, и откачивание газа из машины Гомера.
Тем временем Нед находит дружественный псевдогерманский город Хамблтон всем, о чем он когда-либо мечтал (это самый скрытный город и тайный, что никто не знает об этом в стране). Однако при приеме на работу в Мастерской фигурок Хамблтона менеджер просит его сбрить усы, объявляя это «хиппи-стрит» и отвлекая. Нед кратко обдумывает это, но вскоре решает, что это важнее мнения горожан, которые его избегают.
Гомер едет в Хамблтон и умоляет Неда вернуться, который, увидев осуждающие лица жителей Хамблтона, смотрящие на него, соглашается. Клэй отказывается выходить из дома, несмотря на то, что Нед указывает, что его чек на 200 000 долларов был возвращен, таким образом, он по-прежнему владеет имуществом по закону, но его убеждают, когда Нед и Гомер одолевают его силой. Через несколько часов Гомер достает орган, который, как считает Нед, принадлежит местной церкви, и помещает его на заднем дворе Неда для вечеринки в честь возвращения домой, которую посещают несколько жителей Спрингфилда. Нед счастлив на вечеринке, что вскоре раздражает Гомера.